# José Jorge Loayza

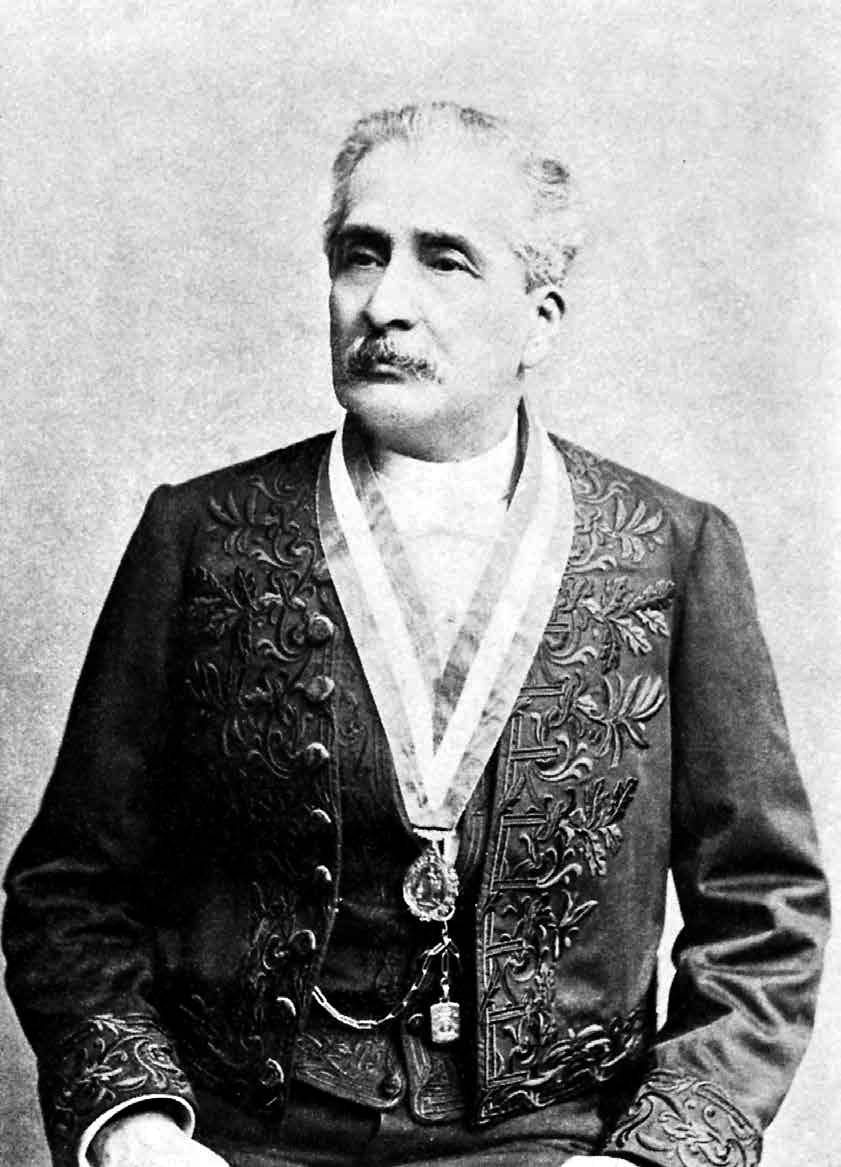
José Jorge Loayza

José Jorge Loayza (* 23. April 1827 in Lima; † 28. Mai 1904) war ein peruanischer Politiker, der unter anderem zwischen 1871 und 1872, 1878 sowie von 1898 bis 1899 Premierminister von Peru war.

## Leben
José Jorge Loayza absolvierte nach dem Schulbesuch ein Studium der Rechtswissenschaften am Real Convictorio de San Carlos und war nach seiner anwaltlichen Zulassung 1853 als Rechtsanwalt tätig. Am 14. Juli 1865 übernahm er sein erstes Regierungsamt und war bis zum 10. November 1865 Finanzminister (Ministro de Hacienda) in der Regierung von Staatspräsident Juan Antonio Pezet. 1866 war er erstmals Präsident der Anwaltskammer von Lima (Colegio de Abogados de Lima). Am 27. Mai 1870 übernahm er in der Regierung von Staatspräsident José Balta das Amt als Außenminister (Ministro de Relaciones Exteriores) und hatte dieses bis zum 25. Juli 1872 inne. Am 6. September 1870 unterzeichnete er mit dem US-Gesandten in Peru, Alvin Peterson Hovey, einen Handels- und Schiffsfahrtsvertrag mit den USA.
Am 7. Dezember 1871 berief Staatspräsident Balta ihn als Nachfolger von José Allende erstmals zum Premierminister von Peru (Presidente del Consejo de Ministros). Er hatte dieses Amt bis zum 25. Juli 1872 inne und wurde daraufhin am 2. August 1872 von José Miguel Medina abgelöst. Gemeinsam mit Manuel Atanasio Fuentes, José Antonio Barrenechea y Morales und Ramón Ribeyro war er zwischen 1874 und 1875 Herausgeber der juristischen Fachzeitschrift La Gaceta Judicial und von 1877 bis 1878 erneut Präsident des Colegio de Abogados de Lima.
Während der Amtszeit von Staatspräsident Mariano Ignacio Prado übernahm José Jorge Loayza von Juan Buendía y Noriega am 18. Juni 1878 zum zweiten Mal das Amt als Premierminister und hatte dieses bis zum 16. Dezember 1878 inne, woraufhin Manuel Yrigoyen Arias seine Nachfolge antrat. Zugleich hatte er in seinem Kabinett zwischen dem 18. Juni und dem 16. Juni 1878 zudem das Amt als Minister für Justiz, Unterricht, Religion und Wohlfahrt (Ministro de Justicia, Instrucción, Culto y Beneficencia del Perú) inne. Dem Kabinett gehörten ferner Manuel Yrigoyen Arias (Außenminister), Pedro Bustamante (Minister für Krieg und Marine), Manuel Antonio Barinaga (Finanzminister) und Fernando Palacios (Innenminister) an. Während des Salpeterkrieges (1879–1884), bei dem Chile von seinen Nachbarn Peru und Bolivien die Regionen Arica und Parinacota, Tarapacá und Atacama eroberte, wurde er 1880 von Staatspräsident Nicolás de Piérola zum Mitglied des Staatsrates (Consejero de Estado) ernannt. Nach dem Krieg diente er zwischen 1884 und 1886 als vorläufiges Mitglied des Obersten Gerichtshofs (Corte Suprema de Justicia) und dann von 1886 bis 1893 als Richter. Er war als Nachfolger von José Eusebio Sánchez Pedraza wischen 1893 und seiner Ablösung durch Juan Esteban Guzmán de la Rosa 1895 Präsident des Obersten Gerichtshofes.
Staatspräsident Nicolás de Piérola berief ihn am 16. Mai 1898 zum dritten Mal zum Premierminister und damit zum Nachfolger von Enrique de la Riva-Agüero y Looz. Das Amt des Premierministers hatte er bis zum 8. September 1899 inne und wurde anschließend von Manuel María Gálvez Egúsquiza abgelöst. Zugleich war er zwischen dem 16. Mai und dem 5. Juni 1898 erneut Außenminister sowie zugleich vom 16. Mai 1898 bis zum 8. September 1899 zusätzlich Minister für Justiz, Unterricht und Religion (Ministro de Justicia, Instrucción y Culto). Dem Kabinett gehörten ferner José María de la Puente (Minister für Inneres und Polizei), Manuel Cuadros (Minister für Krieg und Marine), Ignacio Rey (Minister für Finanzen und Handel), Francisco Almenara Butler (Minister für öffentliche Arbeiten) sowie Melitón Porras Osores an, der am 5. Juni 1898 Außenminister wurde.

## Hintergrundliteratur
- Ricardo Cubas Ramacciotti: The Politics of Religion and the Rise of Social Catholicism in Peru (1884–1935). Faith, Workers and Race Before Liberation Theology, 2017, ISBN 978-9-00435-5-699 (Onlineversion (Auszug))